# Солунски фотографски музей
Солунският фотографски музей (на гръцки: Μουσείο Φωτογραφίας Θεσσαλονίκης) е музей в град Солун, Гърция.

## История
Музеят е основан в 1987 година като частна инициатива на Арис Георгиу, Апостолос Марулис и Янис Ванидис. Тяхната фотографска колекция в бъдеще и формира ядрото на бъдещия музей на фотографията. През 1988 Арис Георгиу основава ежегоден международен фестивал на фотографията, озаглавен „Фотосинкирия“ в Солун. През 1995 г. организацията „Солун – културна столица на Гърция“ си поставя цел да основе музей на фотографията, след което е създаден Консултативен комитет с председател Йоргос Кацангелос. През 1997 г. Музеят на фотографията в Солун официално е учреден със закона.
През 1998 г. първи директор на музея става архитектът и фотограф Арис Георгиу. През 2001 г., музеят получава постоянно място на партерния етаж на старото пристанище на Солун.
През 2003 г. професорът по фотография и аудиовизуални медии Костис Антониадис е назначен за втори директор на музея. От 2005 г. с администрацията на музея се занимава Вангелис Йоакимидис, куратор и артистичен директор на фотоцентъра на Скопелос.

## Експозиция
Колекцията на музея включва около 1500 произведения на гръцки и чуждестранни фотографи (снимки, негативи, стъклени плочи и други). Дейността на музея включва и изложби на произведения на гръцки художници, изследователски и образователни програми, както и изпълнението на тематични публикации (книги, албуми, изложбени каталози).
През 2000 г. фестивалът „Фотосинкирия“ е интегриран в дейността на музея. До 2006 г. се провежда ежегодно от февруари до април Международен фестивал. През 2008 г. фестивалът се превръща в биенале и е от април до май.